# Let the Dominoes Fall
Albums de Rancid
B Sides and C Sides
Let The Dominoes Fall est le septième album du groupe Rancid. L'album est sorti le 2 juin 2009 sur le label de Tim Armstrong Hellcat Records.
L'album a été produit par Brett Gurewitz, le guitariste de Bad Religion. C'est aussi le premier album avec leur nouveau batteur Branden Steineckert, ex-The Used.
Le premier single "Last one to die" est disponible sur le Myspace du groupe depuis le 7 avril 2009.

## Production et écriture
Après une pause en 2004, Rancid se mettent à écrire le successeur de Indestructible, après être annoncé en 2006, puis au printemps 2007, malgré le départ en tournée de Tim Armstrong pour la sortie de son album solo, l'album fut constamment repoussé. Finalement l'enregistrement commença en janvier 2008 au Skywalker Sound en Californie pour être définitivement enregistré et bouclé en février 2009.

## Liste des chansons
Toutes les chansons sont écrites et composées par Rancid.
1. "East Bay Night" - 2:05
2. "This Place" - 1:03
3. "Up to No Good" - 2:40
4. "Last One to Die" - 2:23
5. "Disconnected" - 2:00
6. "I Ain't Worried" - 2:36
7. "Damnation" - 1:30
8. "New Orleans" - 3:04
9. "Civilian Ways" - 4:11
10. "The Bravest Kids" - 1:36
11. "Skull City" - 2:51
12. "L.A. River" - 2:35
13. "Lulu" - 2:11
14. "Dominoes Fall" - 2:43
15. "Liberty and Freedom" - 2:45
16. "You Want It, You Got It" - 1:36
17. "Locomotive" - 1:38
18. "That's Just The Way It Is Now" - 2:52
19. "The Highway" - 3:10
20. "Oil and Opium" - 1:49 Bonus iTunes
21. "Outgunned" - 2:13 Bonus Japon

## Classement charts
| Charts (2009)                 | Position |
| ----------------------------- | -------- |
| Australian ARIA Albums Chart  | 31       |
| Finnish Albums Chart          | 29       |
| Nouvelle-Zélande Albums Chart | 32       |
| Suède                         | 27       |
| Royaume-Uni                   | 41       |
| US Billboard 200              | 11       |

## Personnel sur l'album

### Membres
- Tim Armstrong – chant, guitare
- Lars Frederiksen – guitare
- Matt Freeman – basse,
- Branden Steineckert – batterie, percussion
- Brett Gurewitz - producteur

### Additional Personnel
- Ryan Foltz - mandoline sur "Civilian Ways"
- Greg Graffin - chœurs sur "Disconnected"
- Brett Gurewitz - producteur, chœurs, percussion
- Booker T. Jones - synthétiseur sur "Up to No Good"
- Tom Lea- violon sur "Up To No Good"
- Joel Pargman- violon sur "Up To No Good"
- Vic Ruggiero - synthétiseur
- Jay Terrien- arrangement de cordes sur "Up To No Good"
- Ina Veli- violon sur "Up To No Good"
- Patrick Wilson - chœurs sur "Damnation"